# Ботош
Ботош је насеље града Зрењанина у Средњобанатском округу. Према попису из 2022. било је 1494 становника.
Ботош је једно од најпознатијих села у овом пределу око реке Тамиш. Ботош има добре привредне и економски погодне везе са осталим околним местима, исто као и са Зрењанином.

## Историја
У Ботошу је живео и трагове оставио још неолитски човек. Овде су пролазили многи народи у праисторији, првим вековима историје, па све до дана данашњег. Смењивали се народи, преплитали обичаји, култура.
За ботошки атар се везује више вредних археолошких открића, још од времена Аустроугарске. Локалитет села је био настањен још између 3000—2000. године пре нове ере, и припада Винчанској групи, то доказују бројни археолошки налази, пронађени на овом локалитету.

### Археолошки музеј у Ботошу[1]
Ботошанин учитељ Лазар Николић се предано бавио археологијом - ископавањима и скупљањем археолошких предмета али и лобања и костију, спорадично нађених од сељака. Он је тридесетих година двадесетог века отворио у својој кући у Ботошу, интересантан приватни археолошки музеј, атрактиван за цео Банат. Вредност његових експоната износила је децембра 1936. године по једној процени 100.000 тадашњих динара, о посебно су важни били они из млађег неолита. У импозантној Николићевој збирци су налази из Ботоша, Томашевца, Орловата, Иланџе (где је био до 1939. године са службом учитељ) и других места. Николић је био за време, али и после Другог светског рата, члан Управе и Управник зрењанинског музеја, у чију колекцију су касније ушли експонати његовог кућног музеја. Бечкеречки мађарски лист је писао између два рата о интересантном открићу у Ботошу, где је учитељ Николић пронашао "хиљадугодишњи гроб" из доба римских легија у Банату.

### Положај, постанак
Ботош није увек био на месту где се данас налази. Село је било смештено на самој обали Тамиша на месту званом Талађ, који сада чини један рејон великог Ботоша. С обзиром на то да је ово врло старо насеље, његови први становници су своју насеобину подигли поред реке, да би имали питке воде, па је тако Ботош подигнут тик уз Тамиш. Ботош је, нема сумње, веома старо словенско насеље. У писаним споменицама Ботош се помиње под овим именом још 1347. године, а почетком 17 века се налази у списку места записаних у „Крушевском поменику“. Средњевековни Ботош је тада припадао ковинској жупанији која је била саставни део Угарске територије. Било је чисто српско насеље, чији су становници били православне вере.
Не може се поуздано доћи до података о томе како је село добило име. Постоји више верзија, легенди, од којих су две донекле прихватљиве. По једној легенди, у некада малом селу крај Тамиша живела су два брата, Тоша и Јоца. Између браће је дошло до свађе. Јоца је потегао нож и убио Тошу, тј. убо Тошу. Спајањем ове две речи „убо“ и „Тошу“, добијено је име села, чији су родоначелници Јоца и Тоша. Озбиљније тумачење припада орловатском сликару Урошу Предићу, који се бавио етимологијом. По њему име села потиче од мађарске речи "Bolt", а што значи дућан. Такође, слано старо корито реке Шозов које се простире северно од села, потиче од мађарске речи "Šozo", што указује на присуство шалитре. Пред Турцима су се Мађари иселили, а Срби остали и наставили живот.
Трећа, ботошка верзија је, међутим, много вероватнија. Село се налазило непосредно поред реке, било богато водом и плављено. Пошто већина других села то нису била, они су ово насеље због обиља воде назвали Бодош. На једној од првих карата Баната коју је израдио Клаудије Мерси, гувернер Баната, и извршио попис становништва 1719. године Ботош се води као Водош. Трансформацијом „в“ у „б“ добијено је име Бодош, које је временом претворено у Ботош. На старим мапама насеље се још назива и Подош, Ботуша итд.

## Прошлост
Ботош је био од 1754. године милитарско село па је извесно време изгубио тај статус. Село Ботош је 1764. године православна парохија у Бечкеречком протопрезвирату. Ботошани су молили 1774. године да и они уђу у реорганизовану Банатску војну границу. Од 1776. године у саставу је 2. компаније Томашевац, у 12. Немачко-Банатском пуку у Панчеву. Аустријски царски ревизор Ерлер је 1774. године констатовао да се "Потош" налази у Бечкеречком округу и дистрикту. Има подуправни подуред а становништво је било српско. Када је 1797. године пописан православни клир Темишварске епархије у селу су четири свештеника. Пароси, поп Михаил Арсенијевић (рукоп. 1747), поп Павел Арсенијевић (1785), поп Јосиф Вишиков (1792) те ђакон Григорије Константиновић (1797).

### Знаменити Ботошани
Синови ботошког попе Александра Каменковића, били су познати лекари. Славко (1894-1951) радио у Уздину и Зрењанину, и Зоран (1895-1974) примаријус у Зрењанину. У Ботошу је рођена 1871. године глумица СНП у Новом Саду, Љубица Душановић, која је каријеру "на даскама" започела као врло млада у Ћирићевој позоришној трупи. И њен супруг, Милорад Душановић је био глумац и редитељ, Перлежан.

## Привреда
У свом привредном сектору Ботош садржи велику површину обрадивог земљишта. У Ботошу се налази велика фарма животиња – два велика ботошка имања. Ботошани су одвајкада били познати пољопривредници. Томе сведоче и одлични приноси биљака које се овде узгајају, а то су између осталог: кукуруз, сунцокрет, пшеница, као и кромпир, лук, пасуљ итд. Такође је и сточарство на завидном нивоу, као и воћарство и виноградарство. Вашари годишњи се одржавају 1880. године два пута: 21. марта и 27. септембра. Ботош је 1898. године имао пошту и телефон. Поводом лова у Шозову ботошком, престолонаследника АУ Франца Фердинанда у месту 1902. године постављена спомен-плоча. Иначе село има велики атар од око 7.000 хектара земље (углавном 1. класе), од чега највише заузимају њиве-оранице, а ту су и ливаде и пашњаци, као и воћњаци и виногради. Мора се напоменути и да су мештани такође познати и као добри аласи, јер прилика Тамиша им омогућава и тај ресурс — и много добрих шарана. Ботошки хотел отворен је 1974. године, о чему је писала штампа, па и сеоске "Ботошке новине", покренуте од стране Месне заједнице 1971. године.

## Црква у Ботошу
Из периода између 1768. и 1770. године потиче стара богомоља, о чијем настанку нема писаних докумената. Црква Рођења Светог Јована Претече, у народу позната као „Намастир“ – јединственог изгледа и заштићених вредности. У Ботошу је 1773. године било 227 кућа, а забележена су три свештеника: Михаил Арсенијевић (од 3. маја 1748), Никола Георгијевић (од 11. октобра 1760) и Наум Стефановић. По државном шематизму православног клира у Ботошу се црквене матице рођених и венчаних воде од 1790. године, а матична књига умрлих од 1791. године. У парохији су свештеници Софроније Јанкуловић као "емеритус", Григорије Арсенијевић и Антоније Маринковић. Црква у центру села је скромна једнобродна грађевина, без кубета, са правоугаоном основом. Зидови су дебели 75 cm. Подигнута је после 1783. године. Освећење храма извршио је исте године епископ Софроније Кириловић, о чему сведочи грамата која се налази у цркви на месту проскомидије. Дрворезбарске радове у храму (тронове, певнице, столове) завршио је јула 1861. "иконорезац" Милош Девић из Старе Паланке у Бачкој. Иконостас је живописао Константин Пантелић 1867. године. Црква ботошка је 1929. године опљачкана; однето је 50.000 динара. У овом храму је од 1963. до маја 1976. године служио свештеник Анђелко Стојанов.

## Школа у Ботошу
Школа у граничарском месту Ботошу постоји од 1768. године. Ђакон Григорије Константиновић је 1797. године месни учитељ. Један од старијих записа о школи у Ботошу потиче из 1804. године, по којем је трговац Буковала је поклонио своју зграду селу, за нову школу. По државном попису православног клира из 1846. године у Ботошу је народну школу похађало 300 ученика. Мушкој деци је предавао Јоаким Николић, а женској Никола Аранђелов. Нова школа почела је да се зида 1. октобра 1988. године, а завршена тек у октобру 2003. године. У току су завршни радови на спортској хали, која је придружена новој школи.

## Манифестације
Ботош је врло живо и активно село у којем се током године збивају многе манифестације, приредбе и концерти. Све се то углавном одржава у дому културе која поседује велику биоскопску салу. Најпознатија манифестација се одржава 21. септембра на дан Мале Госпојине када је сеоска слава коју прате вашар, коњичке трке, приредба итд.

## Демографија
Године 1846. у Ботошу је било забележено 2824 становника. Када је укинута банатска војна граница село је 1873. године имало 2859 житеља. Од тога Шваба (Немаца) 30 душа, а остало су били Срби. У насељу Ботош сада живи 1698 пунолетних становника, а просечна старост становништва износи 40,9 година (38,4 код мушкараца и 43,5 код жена). У насељу има 750 домаћинстава, а просечан број чланова по домаћинству је 2,86.
Ово насеље је углавном насељено Србима (према попису из 2002. године), а у последња три пописа, примећен је пад у броју становника.
|  |

| Демографија | Демографија | Демографија |
| Година      | Становника  | Становника  |
| ----------- | ----------- | ----------- |
| 1948.       | 3.019       |             |
| 1953.       | 3.198       |             |
| 1961.       | 3.305       |             |
| 1971.       | 2.820       |             |
| 1981.       | 2.569       |             |
| 1991.       | 2.436       | 2.349       |
| 2002.       | 2.148       | 2.206       |
| 2011.       | 1.860       |             |

| Етнички састав према попису из 2002.‍ | Етнички састав према попису из 2002.‍ | Етнички састав према попису из 2002.‍ | Етнички састав према попису из 2002.‍ | Етнички састав према попису из 2002.‍ |
| ------------------------------------ | ------------------------------------ | ------------------------------------ | ------------------------------------ | ------------------------------------ |
|                                      |                                      |                                      |                                      |                                      |
| Срби                                 | Срби                                 |                                      | 1.921                                | 89,43%                               |
| Роми                                 | Роми                                 |                                      | 109                                  | 5,07%                                |
| Мађари                               | Мађари                               |                                      | 52                                   | 2,42%                                |
| Румуни                               | Румуни                               |                                      | 23                                   | 1,07%                                |
| Југословени                          | Југословени                          |                                      | 12                                   | 0,55%                                |
| Хрвати                               | Хрвати                               |                                      | 6                                    | 0,27%                                |
| Словаци                              | Словаци                              |                                      | 5                                    | 0,23%                                |
| Немци                                | Немци                                |                                      | 5                                    | 0,23%                                |
| непознато                            | непознато                            |                                      | 2                                    | 0,09%                                |

| Година пописа     | 1948. | 1953. | 1961. | 1971. | 1981. | 1991. | 2002. |
| ----------------- | ----- | ----- | ----- | ----- | ----- | ----- | ----- |
| Број домаћинстава | 742   | 821   | 954   | 790   | 781   | 819   | 750   |

| Број чланова      | 1   | 2   | 3   | 4   | 5  | 6  | 7  | 8 | 9 | 10 и више | Просек |
| ----------------- | --- | --- | --- | --- | -- | -- | -- | - | - | --------- | ------ |
| Број домаћинстава | 168 | 211 | 124 | 128 | 66 | 35 | 14 | 2 | 0 | 2         | 2,86   |

| Пол    | Укупно | Неожењен/Неудата | Ожењен/Удата | Удовац/Удовица | Разведен/Разведена | Непознато |
| ------ | ------ | ---------------- | ------------ | -------------- | ------------------ | --------- |
| Мушки  | 875    | 270              | 535          | 51             | 19                 | 0         |
| Женски | 917    | 151              | 531          | 215            | 19                 | 1         |
| УКУПНО | 1.792  | 421              | 1.066        | 266            | 38                 | 1         |

| Пол    | Укупно                    | Пољопривреда, лов и шумарство | Рибарство                            | Вађење руде и камена | Прерађивачка индустрија       |
| ------ | ------------------------- | ----------------------------- | ------------------------------------ | -------------------- | ----------------------------- |
| Мушки  | 642                       | 419                           | 5                                    | 2                    | 77                            |
| Женски | 410                       | 305                           | 0                                    | 1                    | 23                            |
| УКУПНО | 1.052                     | 724                           | 5                                    | 3                    | 100                           |
| Пол    | Производња и снабдевање   | Грађевинарство                | Трговина                             | Хотели и ресторани   | Саобраћај, складиштење и везе |
| Мушки  | 2                         | 31                            | 45                                   | 9                    | 21                            |
| Женски | 0                         | 4                             | 32                                   | 6                    | 0                             |
| УКУПНО | 2                         | 35                            | 77                                   | 15                   | 21                            |
| Пол    | Финансијско посредовање   | Некретнине                    | Државна управа и одбрана             | Образовање           | Здравствени и социјални рад   |
| Мушки  | 0                         | 1                             | 6                                    | 6                    | 5                             |
| Женски | 1                         | 1                             | 4                                    | 19                   | 11                            |
| УКУПНО | 1                         | 2                             | 10                                   | 25                   | 16                            |
| Пол    | Остале услужне активности | Приватна домаћинства          | Екстериторијалне организације и тела | Непознато            | Непознато                     |
| Мушки  | 12                        | 0                             | 0                                    | 1                    | 1                             |
| Женски | 2                         | 1                             | 0                                    | 0                    | 0                             |
| УКУПНО | 14                        | 1                             | 0                                    | 1                    | 1                             |